# Martín Coba
Martín Coba (10 de marzo de 1981, Tumbes, Perú) es un exfutbolista peruano que se desempeñaba de delantero.
Uno de sus momentos más recordados fue en el 2008 cuando jugaba en el Atlético Torino en el último partido del cuadrangular de la Finalísima de la Copa Perú ante Colegio Nacional de Iquitos cuando en el primer tiempo, después de un balón disputado entre Pedro Díaz y un jugador rival, la pelota queda dando botes con dirección al área, en ese momento Martín y el portero rival salen en disputa del balón, Martín toca el balón con la punta y es trabado por la mano del portero, ocasionando un penal a favor del cuadro talareño, siendo ejecutado por el mismo Coba pero lamentablemente lo erraría y el partido terminaría empatado 1-1. Aquel partido, Torino debía ganar para ascender y de haber metido ese gol hubieran logrado el ansiado ascenso.Pero su revancha la tuvo en el año 2012 logrando ascender a Primera División con el UTC.

## Clubes
| Club                 | País | Año         |
| -------------------- | ---- | ----------- |
| UTC                  | Perú | 2001 - 2003 |
| Atlético Torino      | Perú | 2007 - 2008 |
| Hijos de Acosvinchos | Perú | 2009        |
| UTC                  | Perú | 2011 - 2013 |

## Palmarés
| Título    | Club | País | Año  |
| --------- | ---- | ---- | ---- |
| Copa Perú | UTC  | Perú | 2012 |